# Acido fosforoso
L'acido fosforoso è il nome tradizionale con cui è conosciuto uno degli ossiacidi del fosforo avente formula molecolare H3PO3. Esso è intermedio, per contenuto di ossigeno, tra l'acido fosforico H3PO4 e l'acido ipofosforoso H3PO2 (acido fosfinico).
A questa formula H3PO3 corrispondono 2 isomeri strutturali coesistenti in equilibrio: uno largamente maggioritario, il cui nome IUPAC è acido fosfonico, e un altro molto minoritario, il cui nome IUPAC è acido fosforoso (vide infra).
Nonostante la chiara distinzione, in ambito principalmente commerciale e merceologico, si è affermata la pratica comune di usare il nome generico di "acido fosforoso" per tale miscela, vista la non separabilità dei due tautomeri e visto anche che il suffisso "-oso" della nomenclatura tradizionale ben si adatta a un acido con un ossigeno in meno rispetto al fosforico.
A temperatura ambiente si presenta come un solido cristallino incolore che fonde appena sopra ai 70 °C (altri riportano 73,8 °C) dando un liquido incolore. È deliquescente e solubilissimo in acqua ed anche molto solubile in alcool.  La sua composizione elementare fu determinata per la prima volta da Jöns Jacob Berzelius.

## Struttura, tautomeria e proprietà
Si credette che questo acido, per analogia con l'acido fosforico H3PO4 e gli ossiacidi di altri elementi avesse dovuto essere rappresentato dalla formula P(OH)3 ed essere perciò un acido triprotico. In realtà, si è trovato che esso consiste in una miscela di equilibrio di due tautomeri:
O=P(H)(OH)2, acido fosfonico (nome IUPAC)

P(OH)3, acido fosforoso (nome IUPAC);
Tautomeria di H3PO3: acido fosfonico HP(O)(OH)2 (a sinistra) e acido fosforoso P(OH)3 (a destra). L'equilibrio in realtà è fortemente spostato a sinistra, Keq ≈ 10−10,3.
Come si vede dal valore della costante di equilibrio, l'acido fosforoso P(OH)3 è presente in tale miscela in proporzione poco più che trascurabile; di conseguenza, questo acido è rappresentato essenzialmente dall'isomero acido fosfonico, che è diprotico, perché il legame H-P è troppo poco polare per far sì che H possa essere ceduto come H+ in una soluzione acquosa.
Da notare che nell'acido fosfonico il fosforo è pentavalente e allo stato di ossidazione +5 (essendo H leggermente più elettronegativo di P), mentre nel fosforoso P è trivalente e allo stato di ossidazione +3.
Il motivo della netta prevalenza di questo isomero è nella presenza del gruppo fosforile (≡P=O   ↔   ≡P+−O−), residuo trivalente dell'acido fosforico, molto stabile (e polare). Questo doppio legame è piuttosto forte, D0 = ~544 kJ/mol, mentre l'analogo con l'arsenico lo è parecchio meno (~389 kJ/mol).  Nel caso del fosforo la spinta termodinamica che favorisce questo tautomero viene attribuita alla formazione di questo doppio legame P=O, analogamente al motivo di quanto avviene nella reazione di Michaelis-Arbuzov, mentre nel caso dell'arsenico questa manca. Andamenti analoghi si verificano per le coppie di elementi che seguono P e As: S/Se e Cl/Br. Questo fenomeno è noto come 'riluttanza dei non metalli del quarto periodo ad assumere la valenza massima'. Nel caso dell'arsenico, il tautomero quasi esclusivo dell'acido corrispondente è As(OH)3, cioè l'acido arsenioso, mentre l'acido arsonico HAs(=O)(OH)2 è presente in quantità irrilevante.

### Struttura cristallina e molecolare
Su un monocristallo di acido fosfonico sono state condotte due indagini cristallografiche congiunte a bassissima temperatura: una diffrazione neutronica (15 K) e una diffrazione dei raggi X (173 K). I risultati delle analisi dei dati ricavati dalle due tecniche parzialmente complementari differiscono tra loro solo in maniera trascurabile. La diffrazione neutronica ha permesso la localizzazione accurata degli atomi di idrogeno.
Questo acido cristallizza nel sistema Pna21 , con parametri di cella a = 716,6(3) pm, b = 1201,3(5) pm, c = 674,3(3) pm, e 8 molecole nella cella elementare. La molecola nel reticolo cristallino è tetraedrica distorta. Il legame H–P misura 139 pm, quello P=O 150 pm e i due P–OH 155 pm.
Ciascuna molecola forma quattro legami idrogeno asimmetrici con le molecole vicine, con lunghezze O. . .H nell'intervallo 155÷160 pm: due vengono donati dagli idrogeni degli ossidrili e due ne riceve sull'O fosforilico.

### Proprietà acido-base
L'acido fosfonico (a differenza dell'acido fosforico) è dunque un acido diprotico, poiché l'idrogeno direttamente legato all'atomo di fosforo non è facilmente ionizzabile. La sua prima costante di dissociazione (pKa1 = 1,26) lo rende, tra gli acidi deboli, piuttosto forte, simile all'ipofosforoso (pKa1 = 1,2), ma un po' più forte del fosforico (pKa1 = 2,14):
{\displaystyle {\ce {HP(=O)(OH)2 +H2O -> HP(O)2(OH)- + H3O+}}}
La seconda dissociazione acida (pKa2 = 6,7) vede la deprotonazione dello ione idrogenofosfonato HP(O)2(OH)− a dare ione fosfonato HPO32−:
{\displaystyle {\ce {HP(O)2(OH)- + H2O -> HPO3^2- + H3O+}}}
Anche in seconda dissociazione è un leggermente più forte dell'acido fosforico (pKa2 = 7,20).

### Sali, esteri e derivati organofosforo
Dell'acido fosforoso P(OH)3 non si conoscono i sali (i fosfiti metallici), ma sono ben noti i suoi esteri, il più semplice dei quali è il trimetilfosfito P(OMe)3.
Dall'acido fosfonico si ottengono due serie di sali:
- fosfonati [es.: il fosfonato di sodio (Na+)2HP(=O)(O−)2, spesso scritto semplicemente Na2HPO3][24]
- idrogenofosfonati [es.: idrogenofosfonato di potassio (K+)HP(=O)(OH)(O−), spesso scritto semplicemente KH2PO3][25]

In ambito di chimica inorganica la distinzione tra i due tipi di acido non è in discussione; altrettanto per i derivati organofosforo in chimica organica, i quali si ottengono da HP(=O)(OH)2 per sostituzione dell'atomo di idrogeno unito al fosforo con un alchile o un arile, insieme ai rispettivi esteri; dall'acido fosforoso P(OH)3, si ottengono gli esteri. Così, ad esempio, si hanno tre tipi di derivati:
- R-P(=O)(OH)2  è un acido alchilfosfonico o, arilfosfonico se R = Ar (anche negli esempi seguenti) [es. CH3-P(=O)(OH)2 è l'acido metilfosfonico, C6H5-P(=O)(OH)2 è l'acido fentilfosfonico]
- R-P(=O)(OR')2  è un alchilfosfonato di dialchile [es. CH3-P(=O)(OCH3)2 è il metilfosfonato di dimetile o dimetil metilfosfonato; C6H5-P(=O)(OC2H5)2 è il fenilfosfonato di dietile o dietil fenilfosfonato; occorre fare attenzione alla diversa funzione dei sostituenti organici, quelli con C unito a P e quelli esterei, C unito a O]
- P(OR')3  è un fosfito di trialchile [ es. P(OCH3)3, il trimetil fosfito]

Fosfito: estere organico dell'acido fosforoso

Questi ultimi, i fosfiti organici, sono importanti anche in chimica organometallica: sono ligandi adatti a centri metallici in basso stato di ossidazione e in questo ruolo possono sostituire un ligando fosfinico o un carbonile. Proprio in questo ambito è stato possibile ritrovare l'acido fosforoso propriamente detto, P(OH)3, così elusivo in ambito puramente inorganico, come ligando presente in complessi organometallici con il metallo in configurazione elettronica d6, quali il complesso neutro Mo(CO)5(P(OH)3, in cui figura Mo(0), e lo ione [Ru(NH3)4(H2O)(P(OH)3)]2+, in cui è presente Ru(II).

## Sintesi
L'acido fosfonico è prodotto mediante idrolisi a freddo dell'anidride fosforosa P4O6 (a caldo la reazione diviene molto complessa):
{\displaystyle {\ce {P4O6 + 6 H2O -> 4 HP(=O)(OH)2}}}
Il metodo di preparazione più comune dell'acido fosfonico consiste nell'idrolisi, con acqua o vapore, del tricloruro di fosforo, ma la reazione è violenta, più adatta a livello industriale, che da farsi in laboratorio:
{\displaystyle {\ce {PCl3 + 3 H2O -> HP(=O)(OH)2 + 3 HCl}}}
La stessa si può anche ripetere con il tribromuro di fosforo, PBr3. Una reazione molto più tranquilla e che fornisce l'acido essenzialmente puro e privo di ogni altro prodotto è quella del PCl3 con l'acido ossalico anidro:
PCl3 + 3 (COOH)2  →  H3PO3 + 3 CO↑ + 3 CO2↑ + 3 HCl↑

## Reattività
L'acido fosfonico, riscaldato a 100 °C sotto vuoto (o in atmosfera inerte) si converte in acido difosfonico eliminando acqua:
2 H3PO3  →  H4P2O5  + H2O
portando la temperatura a 200 °C, si decompone, dando acido fosforico e fosfina:
4 H3PO3 → 3 H3PO4 + PH3
e questo è anche un metodo di sintesi della fosfina stessa.
L'acido libero (o in soluzione acquosa), esposto all'aria si ossida lentamente ad acido fosforico; esso e le sue specie deprotonate sono infatti discreti agenti riducenti: E°(H3PO4 / H3PO3) = -0,276 V, anche se non necessariamente rapidi; tuttavia, l'acido ipofosforoso è un riducente assai migliore [E°(H3PO3 / H3PO2) = -0,499 V].